# Arquidiócesis de Bolonia
La arquidiócesis de Bolonia (en latín: Archidioecesis Bononiensis y en italiano: Arcidiocesi di Bologna) es una circunscripción eclesiástica de la Iglesia católica en Italia. Se trata de una arquidiócesis latina, sede metropolitana de la provincia eclesiástica de Bolonia. Desde el 27 de octubre de 2015 su arzobispo es el cardenal Matteo Maria Zuppi.

## Territorio y organización

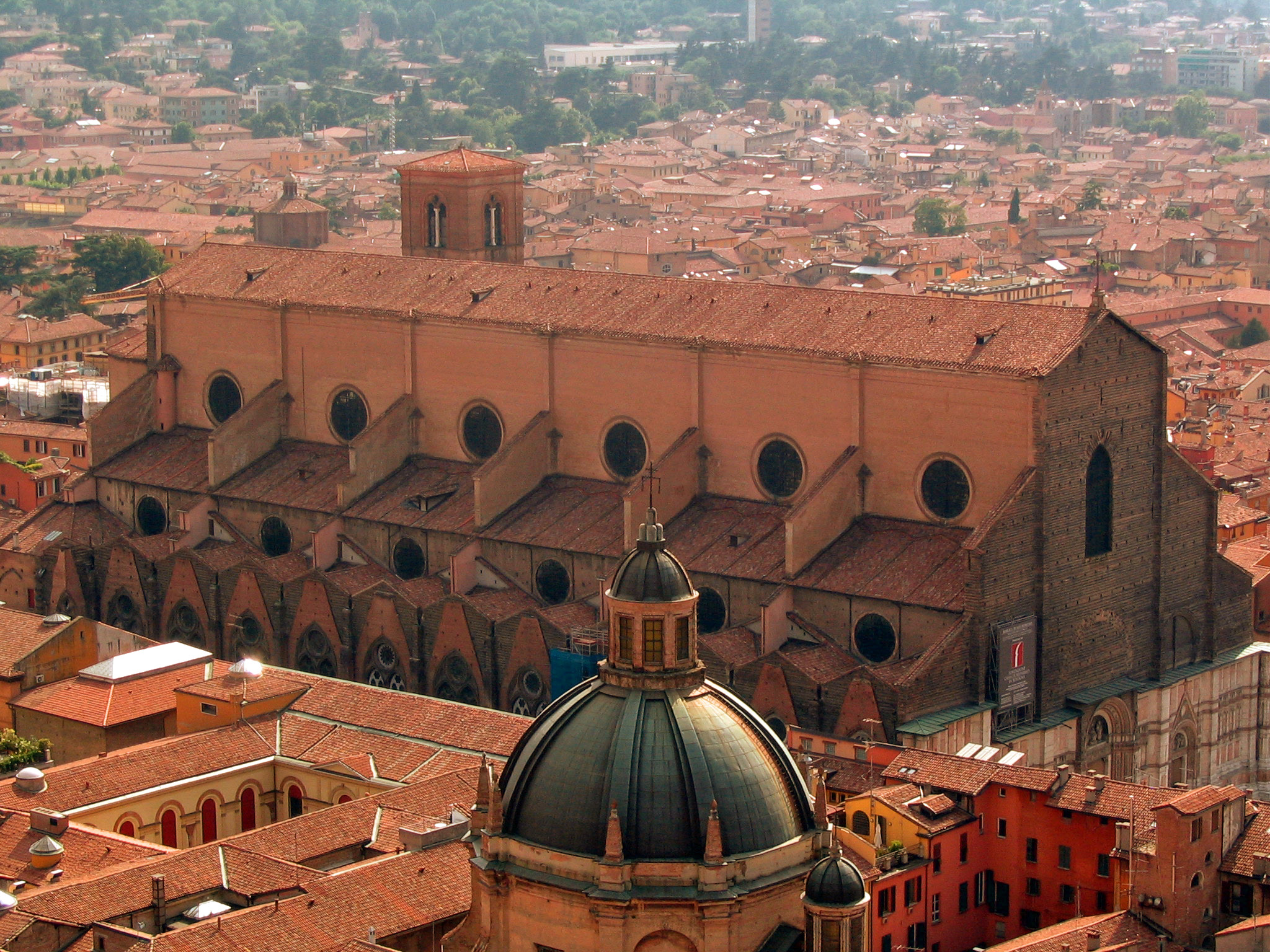
Basílica de San Petronio, la iglesia más grande de Bolonia

La arquidiócesis tiene 3549 km² y extiende su jurisdicción sobre los fieles católicos de rito latino residentes en parte de la región de Emilia-Romaña, comprendiendo en la:
- ciudad metropolitana de Bolonia las comunas de: Bolonia, Monte San Pietro, Monghidoro, Lizzano in Belvedere, Zola Predosa, Monterenzio, Casalecchio di Reno, Alto Reno Terme, Monzuno, San Benedetto Val di Sambro, Castel San Pietro Terme, San Giovanni in Persiceto, Bentivoglio, San Lazzaro di Savena, San Pietro in Casale, Castenaso, Granarolo dell'Emilia, Castel Maggiore, Sasso Marconi, Grizzana Morandi, Pianoro, Malalbergo, Medicina, Vergato, Castel Guelfo di Bologna, Casalfiumanese,[nota 1] Gaggio Montano, Sala Bolognese, Castel di Casio, Ozzano dell'Emilia, Molinella, Camugnano, Calderara di Reno, Baricella, Castiglione dei Pepoli, Crevalcore, Castel d'Aiano, Minerbio, Loiano, Marzabotto, Budrio, Castello d'Argile, Anzola dell'Emilia, Pieve di Cento, Argelato, Galliera, Sant'Agata Bolognese, San Giorgio di Piano y Valsamoggia;
- provincia de Ferrara las comunas de: Cento, Poggio Renatico[nota 2] y Terre del Reno;
- provincia de Modena la comuna de Castelfranco Emilia.

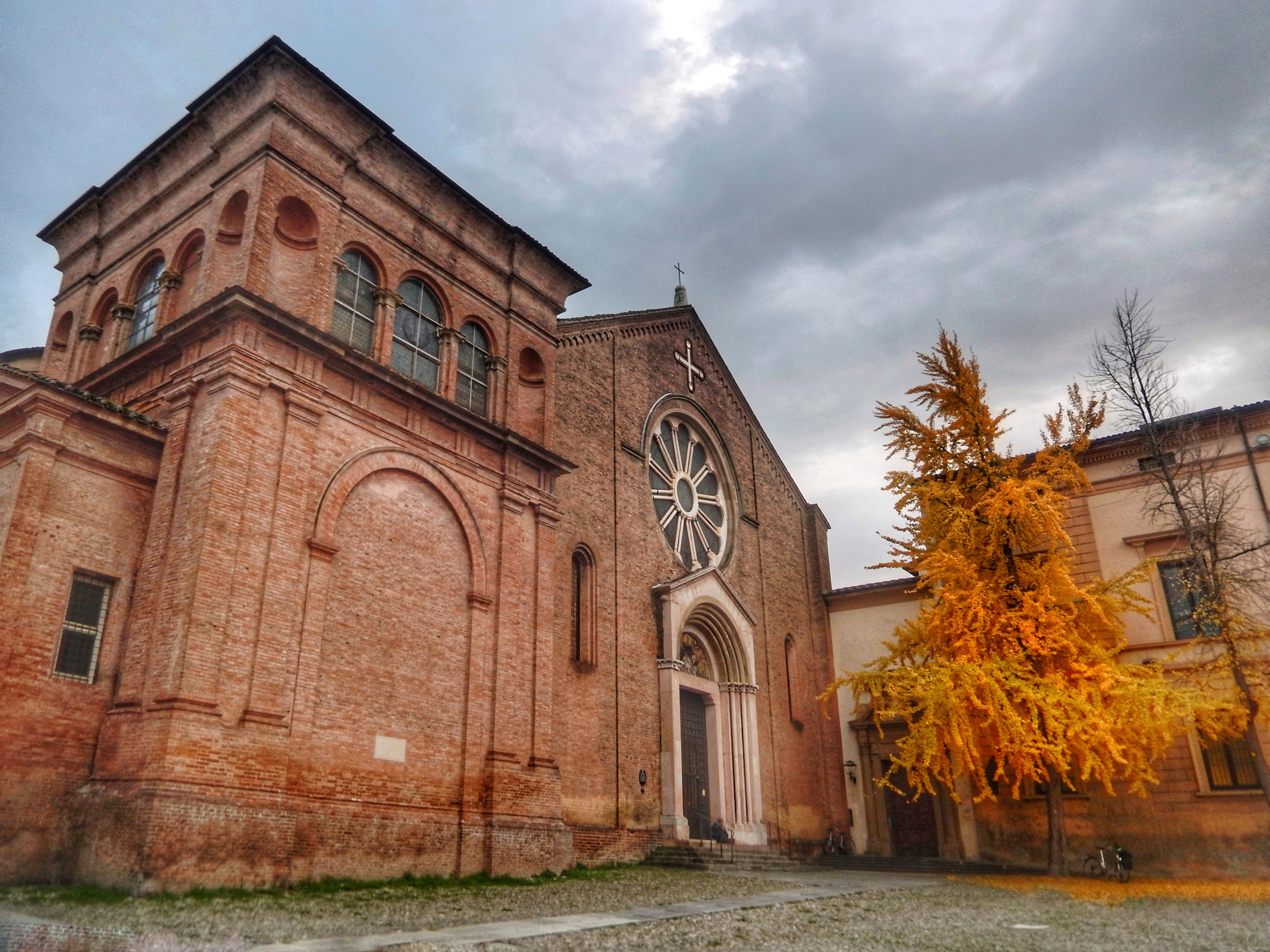
Basílica de Santo Domingo, en Bolonia, sede principal de la Orden de Predicadores

La sede de la arquidiócesis se encuentra en la ciudad de Bolonia, en donde se halla la Catedral de San Pedro. Existen las siguientes basílicas menores (9 de ellas en Bolonia):
- Basílica de San Petronio;
- Basílica de Santo Domingo;
- Basílica de San Francisco;
- Basílica de Santiago Mayor;
- Basílica de Santa María de los Siervos;
- Basílica de Santa María la Mayor;
- Basílica de San Martín;
- Basílica de San Pablo Mayor;
- Basílica de San Esteban;
- Basílica de San Antonio de Padua;
- Basílica de San Blas, en Cento.

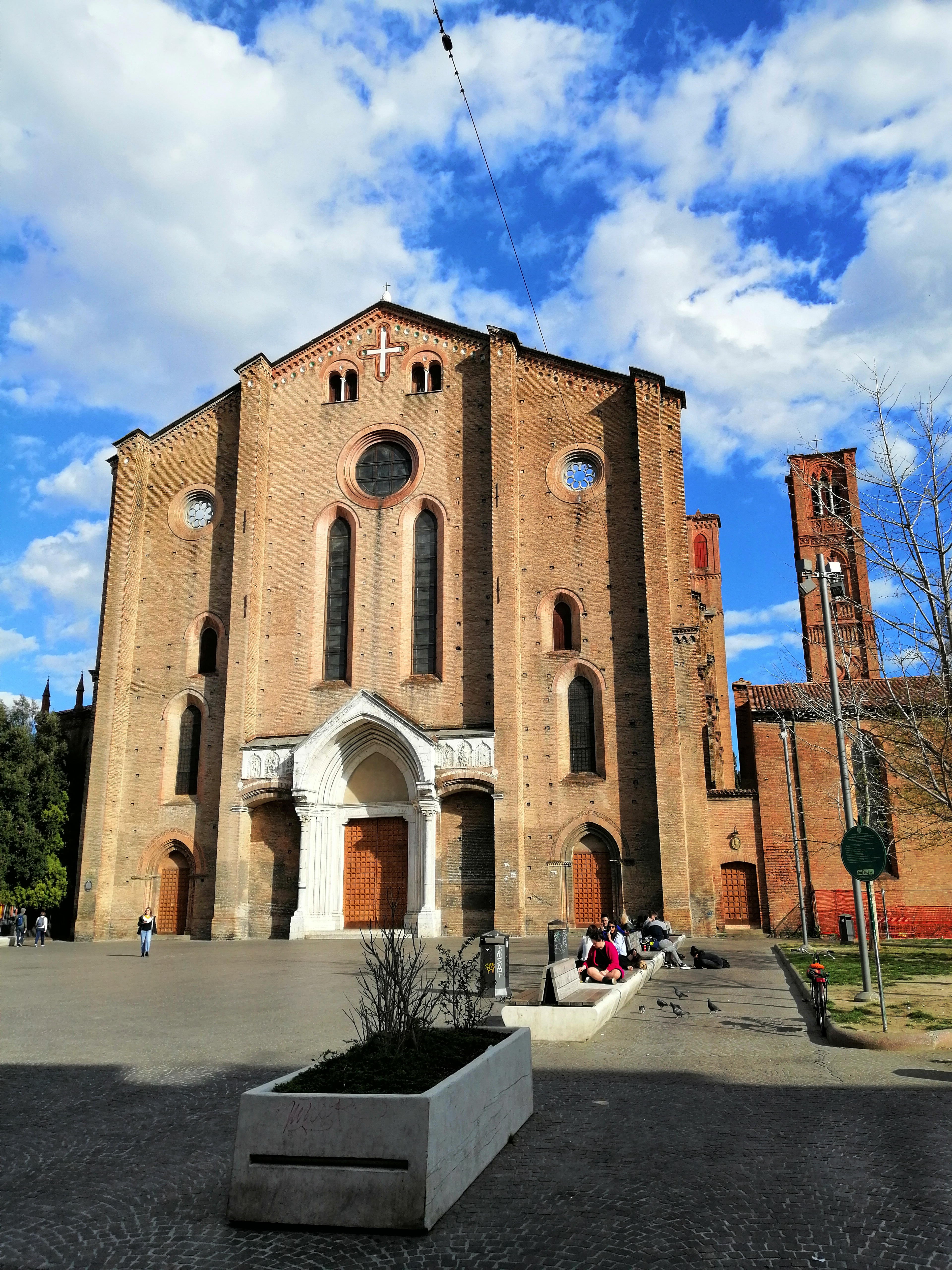
Basílica de Santiago Mayor, en Bolonia

La arquidiócesis tiene como sufragáneas a la arquidiócesis de Ferrara-Comacchio y a las diócesis de Faenza-Modigliana y de Imola.

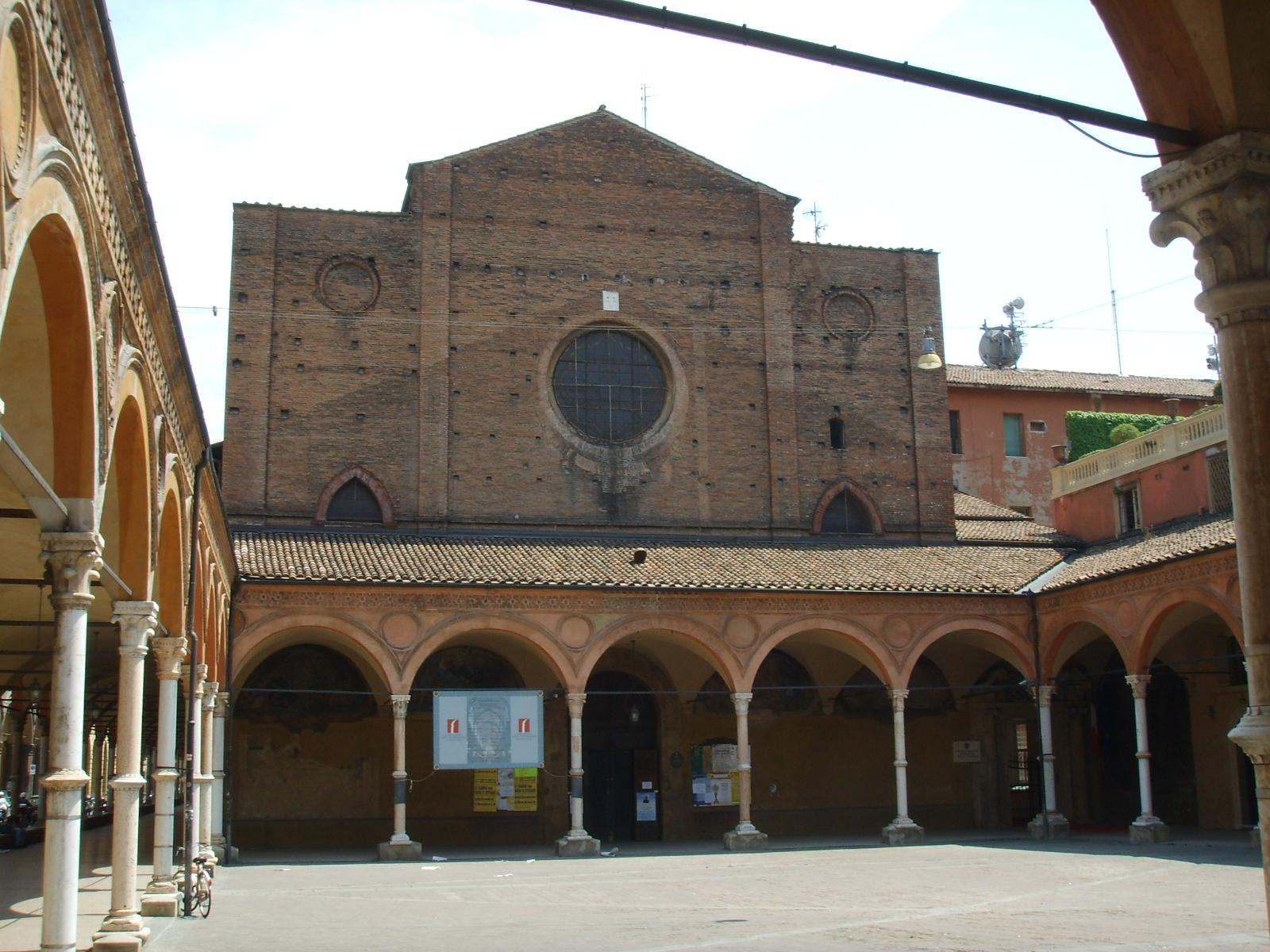
Basílica de Santa María de los Siervos, en Bolonia

En 2022 en la arquidiócesis existían 410 parroquias agrupadas en 12 vicariatos: Alta valle del Reno, Bologna Centro, Bologna Nord, Bologna Ovest, Bologna Sud Est, Budrio-Castel San Pietro Terme, Cento, Galliera, Persiceto-Castelfranco, San Lazzaro-Castenaso, Setta-Savena-Sambro, Valli del Reno-Lavino-Samoggia. Cada vicariato está dividido en varias zonas pastorales, para un total de 50 zonas para toda la arquidiócesis. Cada área está compuesta por algunas parroquias cercanas en territorio y situación pastoral, está regida por un sacerdote moderador (designado por el obispo cada 3 años) y por una asamblea zonal (integrada por los párrocos del área pastoral, los religiosos locales, miembros de movimientos, asociaciones locales y laicos de cada parroquia) y tiene la tarea de promover y coordinar la actividad pastoral común (catequesis; liturgia ; pastoral juvenil; actividades de Caritas). Sólo en la ciudad de Bolonia se conservan 124 iglesias, de las cuales 93 son parroquiales.

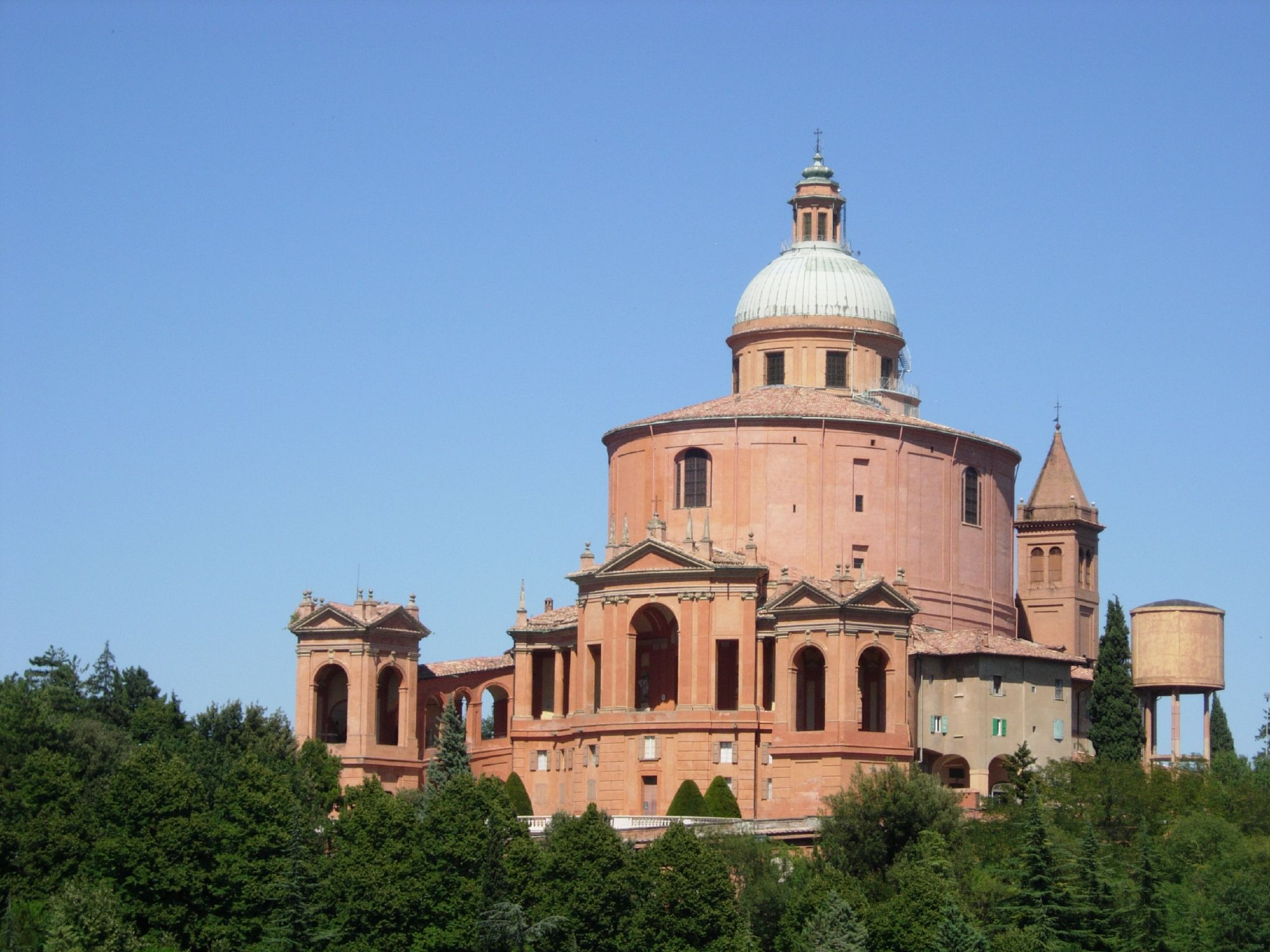
Santuario de Nuestra Señora de San Luca

25 iglesias en toda la arquidiócesis tienen la función de santuario (13 en la propia ciudad de Bolonia). Además del cabildo de la catedral metropolitana, existen las colegiatas de: San Petronio, Santa María Mayor (ambas basílicas de Bolonia); San Juan Bautista, en San Giovanni in Persiceto; Santa María Mayor, en Pieve di Cento, y la basílica de San Blas, en Cento.

## Historia

### Primera época
Las primeras noticias sobre los acontecimientos de la primera comunidad cristiana en Bolonia, son de finales del siglo III, con el martirio de tres de sus miembros: Vitale, Procolo y Agrícola. 
No se sabe la fecha de la erección la sede episcopal, pero por lo general es datada en el siglo III o siglo IV, cuando se tienen noticias del primer obispo, Zama. Bolonia es una de las pocas diócesis italianas de las que se conserva un catálogo de obispos, hasta el siglo XIII, derivado de dípticos diocesanos, por tanto dignos de fe: sin embargo, durante los siete primeros siglos, son pocos los obispos documentados y confirmados también por otras fuentes históricas.
Desde el siglo IV era una diócesis sufragánea de Milán. Hacia el final del siglo V se convirtió en parte de la provincia eclesiástica de la arquidiócesis de Ravena.

### Edad Media
En las luchas entre el Papado y el Imperio durante los siglos XI y XII y los años de gobierno de Federico Barbarroja, Bolonia permaneció fiel al papa, aunque a menudo el emperador consiguió obispos cismáticos opuestos a los obispos legítimos. 
En 1088 se fundó la Universidad de Bolonia, que probablemente tiene su origen en antiguas escuelas episcopales y capitulares. Los exámenes finales y el reconocimiento de grados, eran tomados en la catedral desde comienzos del siglo XIII hasta el siglo XVIII. Muchas cátedras de la Universidad fueron confiadas al clero. 
En 1106 se convirtió inmediatamente sujeta a la Santa Sede, pero el 7 de agosto de 1118 un diploma pontificio volvió a asignar la sede como sufragánea de la arquidiócesis de Ravena.
En 1131 se celebró un acuerdo con la abadía de Nonantola, que había sido liberada de la dependencia de la diócesis de Módena, y deseaba separarse de ella. Según el acuerdo, los monjes de Nonantola acudirían exclusivamente a los obispos de Bolonia para los santos óleos y las consagraciones.
En 1223, la noche de Navidad, un devastador terremoto destruyó las bóvedas de la catedral. 
En 1306 Bolonia se levantó en armas contra el legado apostólico cardenal Napoleón Orsini; por lo tanto fue castigada con la excomunión y el interdicto. La universidad fue cerrada y los profesores se trasladaron a Padua. Al año siguiente el pueblo de Bolonia hizo las paces y obtuvo la remisión del interdicto y la reapertura de la universidad.

### Últimos siglos

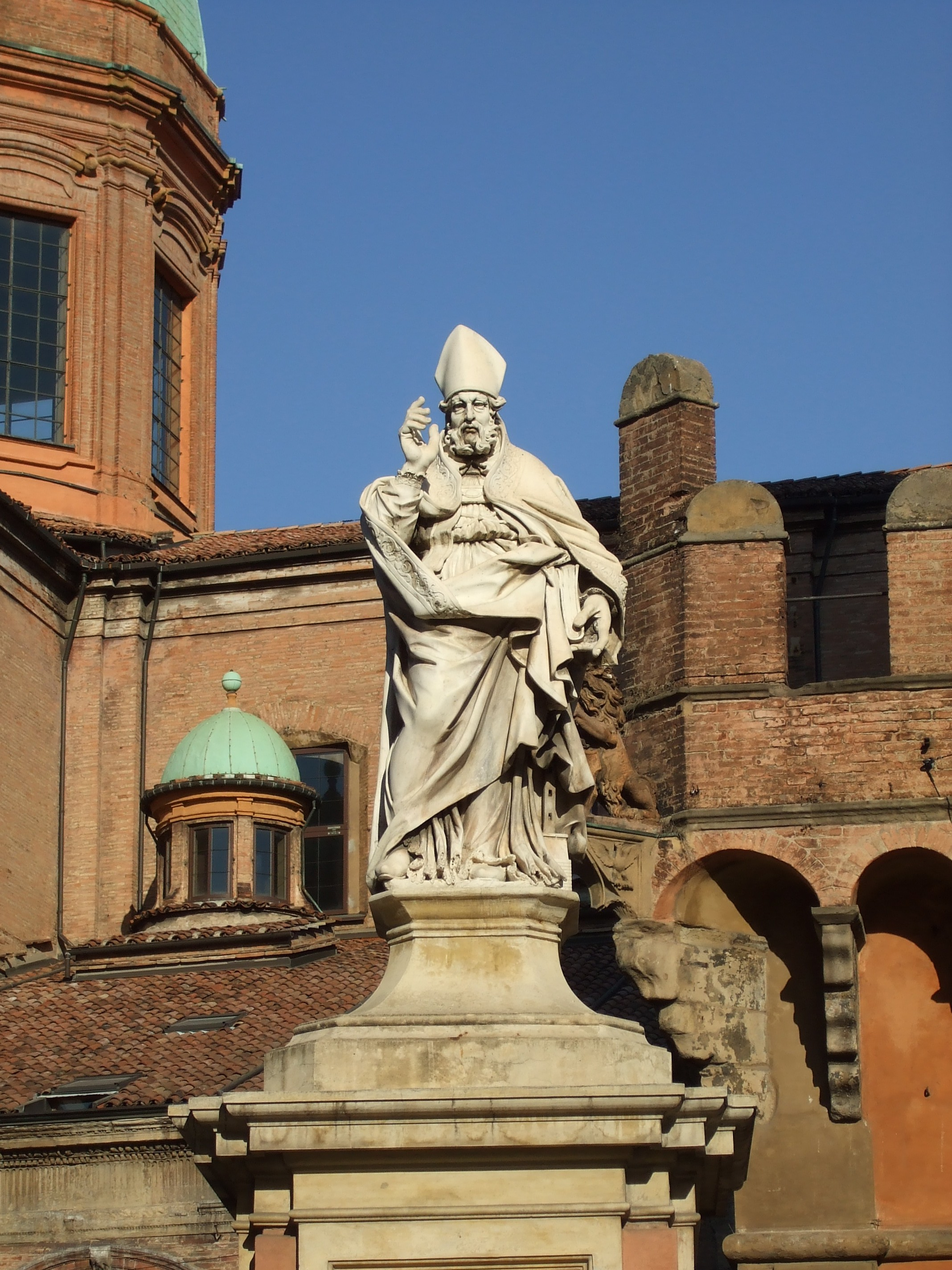
Estatua de san Petronio, en Bolonia

El 17 de mayo de 1567 se estableció en el seminario diocesano, como parte de las obras de renovación de la diócesis por el cardenal Gabriele Paleotti, de acuerdo con los decretos del Concilio de Trento.
El 10 de diciembre de 1582 el papa boloñés Gregorio XIII mediante la bula Universi orbis la elevó al rango de arquidiócesis metropolitana, asignando como sufragáneas las diócesis de: Módena, Reggio Emilia, Parma, Piacenza, Imola, Cervia y Crema. La oposición del metropolitano de Ravena obligó al papa Clemente VIII, el 14 de diciembre de 1604, a confirmar la decisión de Gregorio XIII; sin embargo, la provincia eclesiástica de Bolonia perdió Imola y Cervia, que pasaron de nuevo a Ravena, mientras adquiría Borgo San Donnino (hoy diócesis de Fidenza).
En el siglo XVII se aumentaron las instituciones de caridad, llevando a mano la reconstrucción de los lugares de culto e intensificando las prácticas religiosas.
En 1723 se comenzó la construcción del Santuario de Nuestra Señora de San Luca, que fue consagrado en 1765. A lo largo del siglo, al espíritu de la Ilustración se opuso un renovado celo pastoral, cuyas piedras angulares fueron las obras de caridad y el catecismo.
En 1796 los franceses introdujeron un nuevo orden político en la ciudad, hostil a la religión. En particular, las órdenes religiosas fueron suprimidas, las cofradías y las obras de caridad y asistencia fueron secularizadas, y se expulsó a los clérigos. 
Una nueva ola de espíritu anticlerical golpeó la diócesis después de la anexión al Reino de Cerdeña en 1859: el Congreso católico de Bolonia el 9 de octubre de 1876 fue atacado. Hasta 1882 a los arzobispos se les impidió residir en el palacio arzobispal, y se les obligó a vivir en el seminario. La diócesis respondió mediante la intensificación de las instituciones educativas y caritativas. 
Durante la Segunda Guerra Mundial el cardenal Giovanni Battista Nasalli Rocca di Corneliano prestó ayuda a la población, e incluso protegió y salvó a algunos condenados a muerte. 
Los años del Concilio Vaticano II se caracterizaron por la presencia del cardenal Giacomo Lercaro, una de las figuras centrales del mismo Concilio, que en su sede dio impulso a la reforma litúrgica y apoyó el papel de los católicos en la política.
El domingo 18 de abril de 1982 el cardenal Antonio Poma recibió al papa Juan Pablo II en visita pastoral. Regresó a visitar la arquidiócesis los días 27 y 28 de septiembre de 1997, al concluir el XXIII Congreso Eucarístico Nacional, recibido por el cardenal Giacomo Biffi; en esta ocasión se realizó un gran concierto, en el que actuaron Bob Dylan, Lucio Dalla, Gianni Morandi y muchos otros artistas.
En 1989 el arzobispo cardenal Giacomo Biffi, cuyo episcopado se caracterizó por la riqueza teológica y doctrinal, dio la iniciativa de la creación del oratorio de verano para jóvenes (Estate Ragazzi'), y que luego se extendió a lo largo de la región de Emilia-Romaña, así como parte de Lombardía y Sicilia.
Del 20 al 28 de septiembre de 1997, Bolonia volvió a ser la sede del Congreso Eucarístico Nacional Italiano en su XXIII edición. Como legado papal intervino el cardenal Camillo Ruini.
El domingo 1 de octubre de 2017, el arzobispo Matteo Maria Zuppi recibió al papa Francisco en visita pastoral a Bolonia para la conclusión del congreso eucarístico diocesano.

### Papas de Bolonia
Seis arzobispos y obispos de la Iglesia de Bolonia fueron elegidos papas (Inocencio VII, Nicolás V, Julio II, Gregorio XV, Benedicto XIV y Benedicto XV), mientras que otros cinco papas (Gregorio XV y Benedicto XIV también) son hijos de familias de Bolonia (Honorio II, Lucio II, Gregorio XIII, Inocencio IX y Pío V).

## Estadísticas
Según el Anuario Pontificio 2023 la arquidiócesis tenía a fines de 2022 un total de 946 988 fieles bautizados.
| Año                                                                             | Población            | Población | Población      | Sacerdotes | Sacerdotes    | Sacerdotes    | Bautizados por sacerdote | Diáconos permanentes | Religiosos | Religiosos | Parroquias |
| Año                                                                             | Bautizados católicos | Total     | % de católicos | Total      | Clero secular | Clero regular | Bautizados por sacerdote | Diáconos permanentes | Varones    | Mujeres    | Parroquias |
| ------------------------------------------------------------------------------- | -------------------- | --------- | -------------- | ---------- | ------------- | ------------- | ------------------------ | -------------------- | ---------- | ---------- | ---------- |
| 1917                                                                            | ?                    | 565 489   | ?              | 956        | 837           | 119           | ?                        | ?                    | ?          | ?          | 389        |
| 1949                                                                            | 685 000              | 691 479   | 99.1           | 760        | 565           | 195           | 901                      |                      | 215        | 1263       | 428        |
| 1958                                                                            | 782 232              | 785 291   | 99.6           | 848        | 508           | 340           | 922                      |                      | 500        | 1970       | 443        |
| 1969                                                                            | 929 436              | 929 486   | 100.0          | 913        | 549           | 364           | 1018                     |                      | 456        | 2229       | 380        |
| 1980                                                                            | 977 000              | 1 002 000 | 97.5           | 870        | 495           | 375           | 1122                     |                      | 526        | 1980       | 447        |
| 1990                                                                            | 927 874              | 936 699   | 99.1           | 787        | 454           | 333           | 1179                     | 22                   | 443        | 1453       | 413        |
| 1999                                                                            | 913 766              | 925 146   | 98.8           | 747        | 460           | 287           | 1223                     | 66                   | 433        | 190        | 417        |
| 2000                                                                            | 914 926              | 929 534   | 98.4           | 741        | 448           | 293           | 1234                     | 69                   | 409        | 1138       | 417        |
| 2001                                                                            | 913 458              | 929 104   | 98.3           | 743        | 444           | 299           | 1229                     | 70                   | 419        | 1106       | 417        |
| 2002                                                                            | 919 135              | 937 808   | 98.0           | 743        | 444           | 299           | 1237                     | 76                   | 398        | 1023       | 416        |
| 2003                                                                            | 926 771              | 946 432   | 97.9           | 747        | 435           | 312           | 1240                     | 81                   | 367        | 1038       | 416        |
| 2004                                                                            | 925 155              | 948 805   | 97.5           | 719        | 427           | 292           | 1286                     | 86                   | 374        | 1035       | 416        |
| 2006                                                                            | 936 093              | 964 733   | 97.0           | 686        | 431           | 255           | 1364                     | 99                   | 338        | 991        | 414        |
| 2012                                                                            | 949 567              | 995 638   | 95.4           | 608        | 389           | 219           | 1561                     | 123                  | 275        | 868        | 412        |
| 2015                                                                            | 947 332              | 1 000 043 | 94.7           | 577        | 366           | 211           | 1641                     | 140                  | 263        | 787        | 412        |
| 2018                                                                            | 943 957              | 999 070   | 94.5           | 532        | 342           | 190           | 1774                     | 153                  | 247        | 689        | 410        |
| 2020                                                                            | 944 470              | 1 001 479 | 94.3           | 519        | 338           | 181           | 1819                     | 151                  | 254        | 676        | 410        |
| 2022                                                                            | 946 988              | 1 005 536 | 94.2           | 511        | 314           | 197           | 1853                     | 154                  | 265        | 514        | 410        |
| Fuente: Catholic-Hierarchy, que a su vez toma los datos del Anuario Pontificio. |                      |           |                |            |               |               |                          |                      |            |            |            |

## Episcopologio
- San Zama † (siglo IV)
- San Faustino o Faustiniano † (mencionado en 342/344[nota 3]
- Domiziano †
- Gioviano †[nota 4]
- San Eusebio † (circa 370-después del 381)
- Eustasio † (antes de 390?-después del 397?)
- San Felice † (después del 397-circa 431 falleció)
- San Petronio † (circa 431-circa 450 falleció)
- Marcello †
- San Parteniano †
- Giuliano I †
- Geronzio †
- San Teodoro I †
- Lussorio †
- San Tertulliano †
- San Giocondo † (mencionado en 496)
- Teodoro II †
- Clemente †
- Pietro I †
- Germano †
- Costantino †
- Giuliano II †
- Adeodato †
- Giustiniano †
- Luminoso † (mencionado en 649)
- Donno †
- Vittore I † (mencionado en 680)
- Eliseo †
- Gaudenzio †
- Clausino † (circa 731)
- Barbato † (antes de 736-después del 744)
- Romano † (antes de 752-después del 756)
- Pietro II † (mencionado en 786)
- Vitale † (mencionado en 801)
- Martino I †
- Teodoro III † (antes de 814-825)
- Cristoforo † (mencionado en 827)
- Martino II †
- Pietro III †
- Orso †
- Giovanni I † (antes de 880-después de 881)
- Severo † (antes de 884-después de 898)
  - Maimberto † (obispo ilegítimo)
- Pietro IV † (?-905 falleció)
- Giovanni II †
- Alberto † (antes de 955-983)
- Giovanni III † (antes de 997-1017 falleció)
- Frogerio † (circa 1017-circa 1028/1029 renunció)[8]
- Adalfredo † (antes de junio de 1030-circa 1061 falleció)[9]
- Lamberto † (antes de 1062-después del 1074)
- Gerardo I † (1079-después del 1089)
  - Sigifredo † (?-1085 falleció) (obispo ilegítimo)
- Bernardo † (antes de 1096-15 de abril de 1104 falleció)[10]
  - Pietro † (obispo ilegítimo)
- Vittore II † (1105-1129 falleció)
- Enrico I † (antes del 13 de abril de 1130-19 de julio o 7 de octubre de 1145 falleció)[11]
- Gerardo Grassi † (antes de 1148-8 de agosto de 1165 falleció)
  - Samuele † (obispo ilegítimo)
- Giovanni IV † (antes de 1169-15 de enero de 1187 falleció)
- Gerardo di Gisla † (antes del 25 de mayo de 1187-7 de noviembre de 1198 falleció)[12]
- Gerardo Ariosti † (1198-noviembre de 1213 renunció)
- Enrico della Fratta † (25 de noviembre de 1213-1240 renunció)
  - Ottaviano degli Ubaldini † (12 de junio de 1240-1244 renunció) (administrador apostólico)
- Giacomo Boncambi, O.P. † (31 de mayo de 1244-octubre de 1260 falleció)
- Ottaviano II degli Ubaldini † (1260-14 de septiembre de 1295 falleció)
- Schiatta degli Ubaldini † (1295-1298 falleció)
- Giovanni Savelli, O.P. † (10 de enero de 1299-9 de julio de 1302 falleció)[13]
- Uberto Avvocati † (19 de septiembre de 1302-circa mitad de mayo de 1322 falleció)[14]
- Arnaldo Sabatier di Cahors † (5 de junio de 1322-1 de octubre de 1330 nombrado obispo de Riez)
- Stefano Agonet † (1 de octubre de 1330-1332 falleció)
- Bertrando de Fumel † (5 de junio de 1332-15 de marzo de 1339 nombrado obispo de Nevers)
- Beltramino Parravicini † (6 de noviembre de 1340-1350 falleció)
- Giovanni di Naso, O.P. † (13 de octubre de 1350-3 de agosto de 1361 falleció)
- Almerico Cathy † (18 de agosto de 1361-18 de julio de 1371 nombrado obispo de Limoges)
- Bernardo de Bonnevalle † (18 de julio de 1371-1378 depuesto)
  - Filippo Carafa † (28 de septiembre de 1378-22 de mayo de 1389 falleció) (administrador apostólico)
  - Cosimo de' Migliorati † (19 de junio de 1389-1390 renunció, luego electo papa con el nombre de Inocencio VII) (obispo electo)
  - Rolando da Imola, O.P. † (mencionado el 27 de abril de 1390) (obispo electo)
- Bartolomeo Raimondi, O.S.B. † (26 de septiembre de 1392-14 de junio de 1406 falleció)
  - Antonio Correr, C.R.S.G.A. † (31 de marzo de 1407-2 de noviembre de 1412 depuesto) (obispo electo)
- Giovanni di Michele, O.S.B. † (2 de noviembre de 1412-3 de enero de 1417 falleció)
- Beato Niccolò Albergati, O.Cart. † (4 de enero de 1417 electo[nota 5]-9 de mayo de 1443 falleció)
  - Ludovico Trevisano (o Scarampi) † (después del 9 de mayo de 1443-1444 renunció) (administrador apostólico)
  - Nicolò Zanolini, C.R.L. † (1444-18 de mayo de 1444 falleció) (obispo electo)
- Tomaso Parentucelli † (27 de noviembre de 1444-6 de marzo de 1447 electo papa con el nombre de Nicolás V)
- Giovanni del Poggio † (22 de marzo de 1447-13 de diciembre de 1447 falleció)
- Filippo Calandrini † (18 de diciembre de 1447-18 de julio de 1476 falleció)
  - Francesco Gonzaga † (26 de julio de 1476-21 de octubre de 1483 falleció) (administrador apostólico)
- Giuliano della Rovere † (3 de noviembre de 1483-24 de enero de 1502 nombrado obispo de Vercelli, luego electo papa con el nombre de Julio II)
- Giovanni Stefano Ferrero † (24 de enero de 1502-5 de octubre de 1510 falleció)
  - Francesco Alidosi † (18 de octubre de 1510-24 de mayo de 1511 falleció) (administrador apostólico)
- Achille Grassi † (30 de mayo de 1511-antes dell8 de enero de 1518 renunció)
- Giulio de' Medici † (8 de enero de 1518-antes del 3 de marzo de 1518 renunció)
  - Achille Grassi † (3 de marzo de 1518-22 de noviembre de 1523 falleció) (administrador apostólico)
- Lorenzo Campeggi † (2 de diciembre de 1523-20 de diciembre de 1525 renunció)
  - Andrea della Valle † (20 de diciembre de 1525-19 de marzo de 1526 renunció) (administrador apostólico)
- Alessandro Campeggi † (19 de marzo de 1526-6 de marzo de 1553 renunció)
- Giovanni Campeggi † (6 de marzo de 1553-17 de septiembre de 1563 falleció)
  - Ranuccio Farnese † (28 de abril de 1564-19 de octubre de 1565 falleció) (administrador apostólico)
- Gabriele Paleotti † (30 de enero de 1566-23 de julio de 1597 falleció)
- Alfonso Paleotti † (23 de julio de 1597 por sucesión-18 de octubre de 1610 falleció)
- Scipione Caffarelli-Borghese † (25 de octubre de 1610-1612 renunció)
- Alessandro Ludovisi † (2 de abril de 1612-9 de febrero de 1621 electo papa con el nombre de Gregorio XV)
- Ludovico Ludovisi † (27 de marzo de 1621-18 de noviembre de 1632 falleció)
- Girolamo Colonna † (24 de noviembre de 1632-1645 renunció)
- Niccolò Albergati-Ludovisi † (6 de febrero de 1645-11 de diciembre de 1651 renunció)
- Girolamo Boncompagni † (11 de diciembre de 1651-24 de enero de 1684 falleció)
- Angelo Maria Ranuzzi † (17 de mayo de 1688-27 de septiembre de 1689 falleció)
- Giacomo Boncompagni † (17 de abril de 1690-24 de marzo de 1731 falleció)
- Prospero Lambertini † (30 de abril de 1731-17 de agosto de 1740 electo papa con el nombre de Benedicto XIV)[nota 6]
- Vincenzo Malvezzi Bonfioli † (14 de enero de 1754-3 de diciembre de 1775 falleció)
- Andrea Gioannetti, O.S.B.Cam. † (15 de diciembre de 1777-8 de abril de 1800 falleció)
  - Sede vacante (1800-1802)
- Carlo Oppizzoni † (20 de septiembre de 1802-13 de abril de 1855 falleció)
- Michele Viale Prelà † (28 de septiembre de 1855-15 de mayo de 1860 falleció)
  - Sede vacante (1860-1863)
  - Filippo Maria Guidi, O.P. † (21 de diciembre de 1863-12 de noviembre de 1871 renunció[nota 7]) (arzobispo electo)
- Carlo Luigi Morichini † (24 de noviembre de 1871-12 de marzo de 1877 nombrado obispo de Albano)
- Lucido Maria Parocchi † (12 de marzo de 1877-28 de junio de 1882 renunció)
- Francesco Battaglini † (3 de julio de 1882-8 de julio de 1892 falleció)
  - Serafino Vannutelli † (16 de enero de 1893-12 de junio de 1893 nombrado obispo de Frascati) (arzobispo electo)
- Domenico Svampa † (21 de mayo de 1894-10 de agosto de 1907 falleció)
- Giacomo della Chiesa † (18 de diciembre de 1907-3 de septiembre de 1914 electo papa con el nombre de Benedicto XV)
- Giorgio Gusmini † (8 de septiembre de 1914-24 de agosto de 1921 falleció)
- Giovanni Battista Nasalli Rocca di Corneliano † (21 de noviembre de 1921-13 de marzo de 1952 falleció)
- Giacomo Lercaro † (19 de abril de 1952-12 de febrero de 1968 retirado)
- Antonio Poma † (12 de febrero de 1968 por sucesión-11 de febrero de 1983 renunció)
- Enrico Manfredini † (18 de marzo de 1983-16 de diciembre de 1983 falleció)
- Giacomo Biffi † (19 de abril de 1984-16 de diciembre de 2003 retirado)
- Carlo Caffarra † (16 de diciembre de 2003-27 de octubre de 2015 retirado)
- Matteo Maria Zuppi, desde el 27 de octubre de 2015

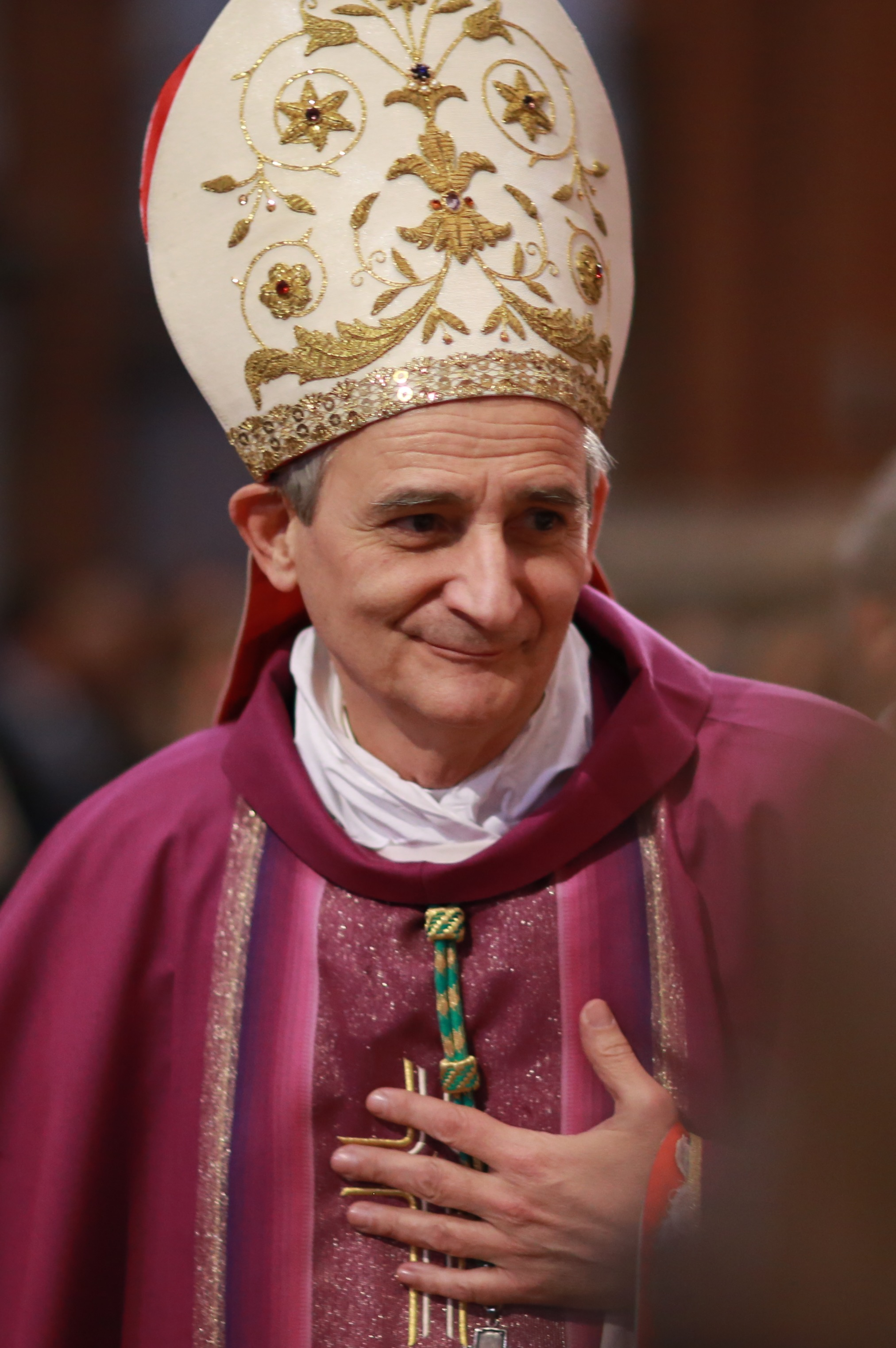
Cardenal Matteo Maria Zuppi, arzobispo de Bolonia desde 2015